# Guido Castelnuovo
Guido Castelnuovo (ur. 14 sierpnia 1865 w Wenecji, zm. 27 kwietnia 1952 w Rzymie) – włoski matematyk pochodzenia żydowskiego, wykładowca akademicki, senator dożywotni.

## Życiorys
W 1886 ukończył studia na Uniwersytecie w Padwie. Wkrótce nawiązał współpracę naukową z Corradem Segre, teoretykiem geometrii algebraicznej. Przez rok pracował na Uniwersytecie w Rzymie, następnie został asystentem na Uniwersytecie Turyńskim. W 1891 powrócił do Rzymu, gdzie wykładał do 1935. W okresie II wojny światowej organizował tajne nauczanie dla studentów żydowskiego pochodzenia, którym zakazano uczęszczania do szkół publicznych. Po wyzwoleniu Rzymu został specjalnym komisarzem Narodowej Rady Badań Naukowych (CNR). Był członkiem Francuskiej Akademii Nauk i przewodniczącym Akademii Rysiów.
W pracy naukowej zajmował się analizą matematyczną, geometrią algebraiczną, algebrą
i geometrią, jak również historią matematyki. Był autorem książek Geometria analitica e proiettiva (1903), Calcolo della Probabilit'a (1919), Le origini del calcolo infinitesimale nell'era moderna (1938) i innych. Jego nazwisko pojawia się m.in. w nazwie twierdzenia Kroneckera-Castelnuovo i nierówności Castelnuovo-Severi.
5 grudnia 1949 prezydent Włoch Luigi Einaudi w uznaniu zasług powierzył mu godność dożywotniego senatora. Guido Castelnuovo zasiadł w Senacie I kadencji, w trakcie której zmarł.